# Indument

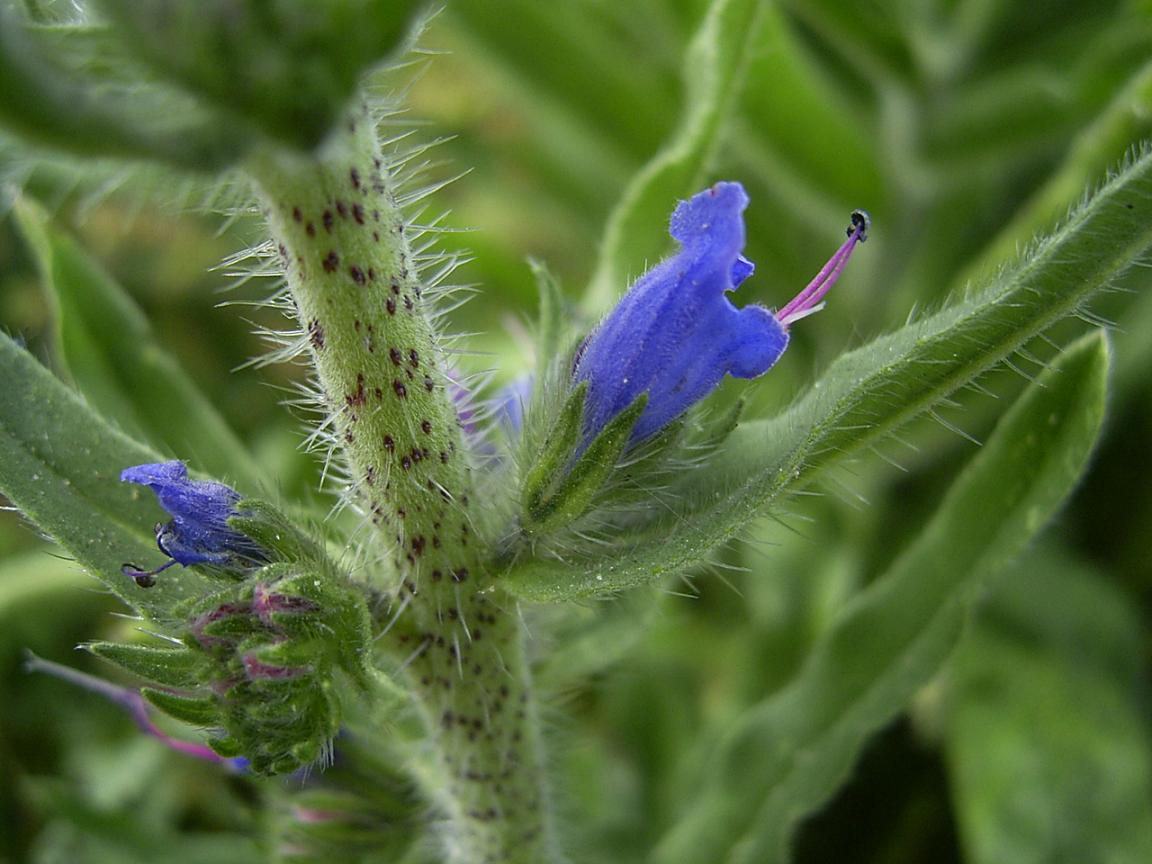
Indument híspid típic de les Boraginàcies

L'indument és el conjunt de pèls o tricomes que recobreixen la superfície dels diferents òrgans de la planta.
La natura dels pèls i la seva abundància en la tija o en altres òrgans de la planta, originen un vocabulari específic que s'utilitza per referir-se a l'indument.
- Glabre: sense pèls.
- Glabrescent: quasi glabre.
- Pubescent: amb pèls curts i suaus.
- Sedós: amb pèls fins i lluents.
- Vellutat: amb pèls curts, atapeïts, fins i lluents, com de vellut.
- Hirsut: amb pèls drets i rígids.
- Híspid: amb pèls drets i poc o molt punxents.
- Tomentós: amb pèls ramificats o entrellaçats molt atapeïts, amb aspecte de borra.
- Glandular: amb pèls glandulars, és a dir els que són constituïts o acabats per una glàndula.